# Gaurax pseudostigma
Gaurax pseudostigma är en tvåvingeart som beskrevs av Johnson 1913. Gaurax pseudostigma ingår i släktet Gaurax och familjen fritflugor. Inga underarter finns listade i Catalogue of Life.